# Pidhajtsi

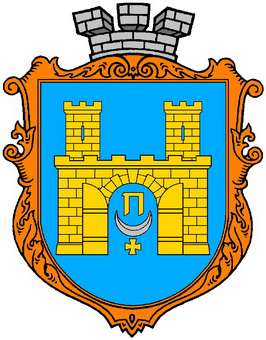
Pidhajtsis vapen.

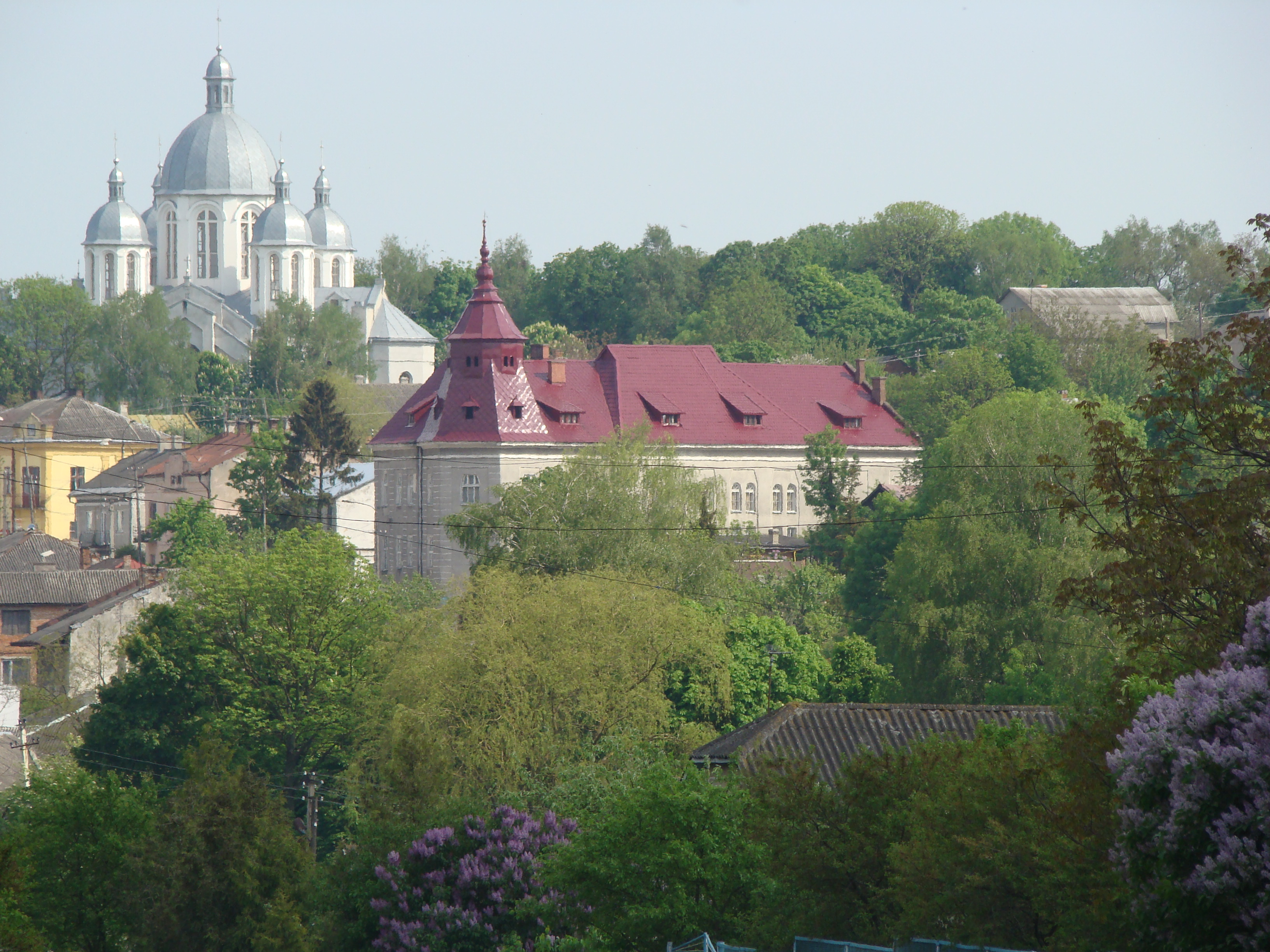
Vy över Pidhajtsi.

Pidhajtsi (ukrainska: Підгайці uttal (fil); ryska: Подгайцы, Podgajzy; polska: Podhajce) är en stad i Ternopil oblast i västra Ukraina. Pidhajtsi, som för första gången nämns i ett dokument från år 1463, hade 3 203 invånare år 2004.